# 梵蒂冈护照

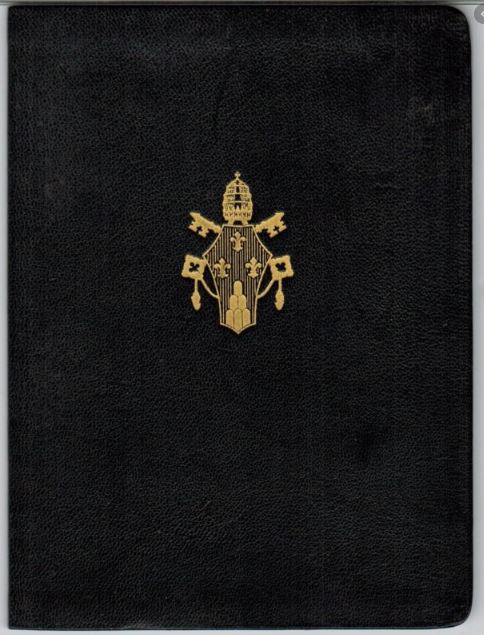

梵蒂冈护照（義大利語：Passaporto vaticano）是梵蒂冈城国公民国际旅行的证件。不像其他的国家，梵蒂冈城国只签发普通护照，公务和外交护照则是由圣座的名义签发，这些护照的持有者大部分是神职人员或者代表聖座的人员。
根据2025年1月8日发布的亨利护照指数，梵蒂冈护照可免签证、落地签证或电子签证入境155个国家和地区，位居世界第26。

## 资格
截至2005年12月31日，共有558人拥有梵蒂冈公民身份，他们其中有246人是双重国籍（大部分是意大利国籍）。依据《拉特兰条约》中所证明的，如果任何一个梵蒂冈公民放弃了自己的梵蒂冈公民身份，且不具有他國國籍，那么他将自动获得意大利公民的身份。